# Rebe

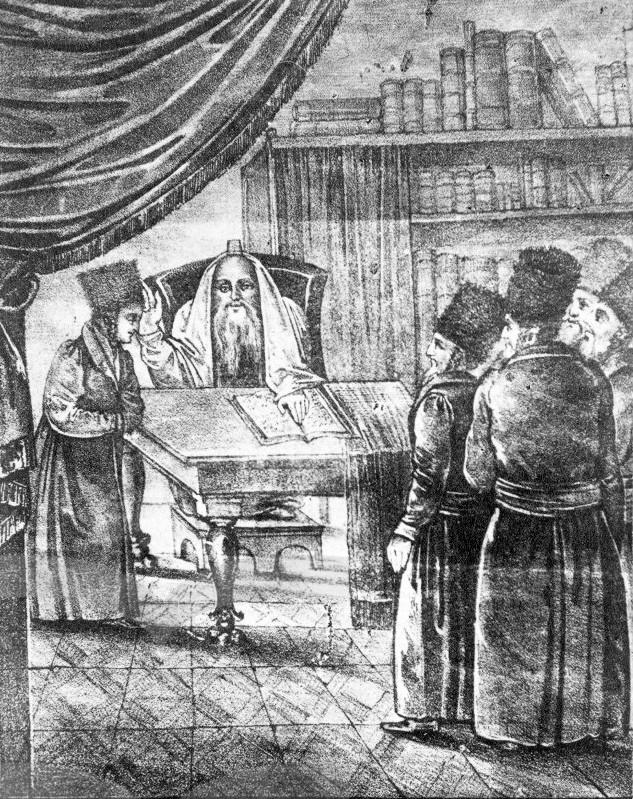
Rebe z Kozienic

Rebe, rabi (z hebr. רבי, mój mistrz) – zwrot grzecznościowy, za pomocą którego uczniowie zwracają się do nauczyciela w chederze lub jesziwie. Używany także przez chasydów w stosunku do cadyka.
Początkowo był to tytuł honorowy nadawany respektowanym uczonym. Od I do IV wieku był to tytuł przysługujący członkom sanhedrynu oraz tannaitom i amoraitom, którzy otrzymali smichę. Później określenie to stosowano wobec uczonych i autorytetów religijnych, którzy otrzymali hatarat horę (zezwolenie na nauczanie). W jidyszowej formie rebe, używane jest wobec chasydzkich cadyków.